# Hygrotus parallellogrammus
Hygrotus parallellogrammus is een keversoort uit de familie waterroofkevers (Dytiscidae). De wetenschappelijke naam van de soort is voor het eerst geldig gepubliceerd in 1812 door Ahrens.